# Dahlem (Berlino)

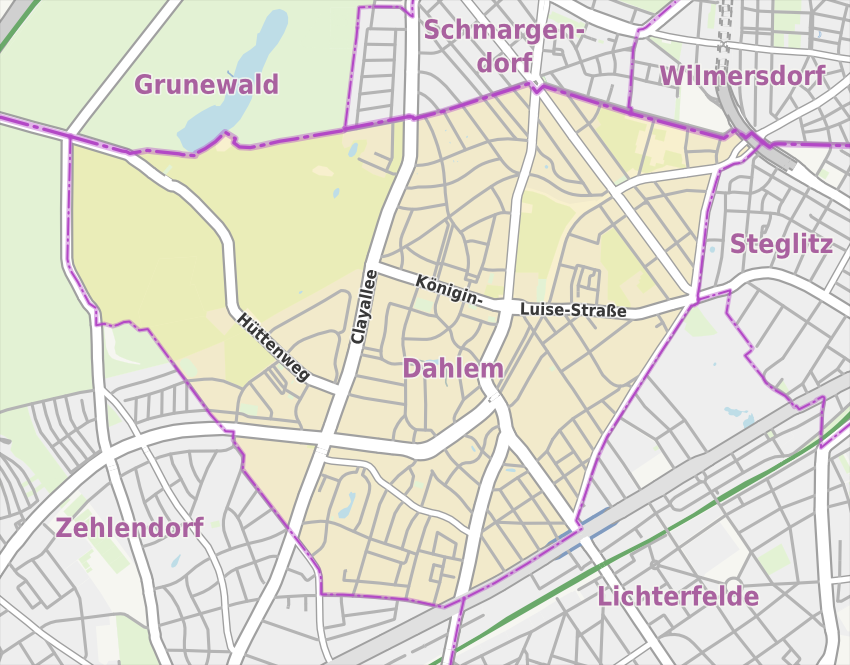
Mappa del quartiere

Dahlem è un quartiere (Ortsteil) della città di Berlino, appartenente al distretto (Bezirk) di Steglitz-Zehlendorf.
Vi si trova la sede della FU Berlin, di parte dei musei statali di Berlino, tra i quali il Museum Europäischer Kulturen, nonché dell'Archivio segreto di Stato. Il quartiere è caratterizzato, come Grunewald e Lichterfelde, da molte ville e piccoli parchi. 
È uno dei quartieri più ricchi e prestigiosi della città.
Il 1º aprile 1912 modificò il nome in Berlin-Dahlem. Nel 1920 entrò a far parte della "Grande Berlino".